# Manthorpe
Manthorpe är en by i civil parish Toft with Lound and Manthorpe, i distriktet South Kesteven, i grevskapet Lincolnshire, i England. Byn är belägen 10 km från Stamford. Manthorpe var en civil parish 1866–1931 när blev den en del av Toft with Lound and Manthorpe. Civil parish hade 74 invånare år 1921. Byn nämndes i Domedagsboken (Domesday Book) år 1086, och kallades då Mannetor(p).